# Luís Viana
Luís Viana, nascido Luiz Vianna (Casa Nova, 30 de novembro de 1846 — Oceano Atlântico, 6 de julho de 1920) foi um político e magistrado brasileiro.

## Biografia
Filho de José Manuel Viana e Inês Ribeiro Viana, diplomou-se em direito pela Faculdade de Direito do Recife em ano 1870. Foi nomeado promotor de Justiça em Xique-Xique.
Em 1881 foi transferido para Santa Cristina do Pinhal, depois para Viamão, no Rio Grande do Sul, retornando pouco tempo depois à Bahia, na função de juiz, em Mata de São João, e depois na capital, onde chegou a ser Conselheiro (atual Desembargador) do Tribunal de Apelação, do qual foi Presidente.
Na política participou da constituinte estadual republicana, como Senador Provincial, presidindo a casa. Foi eleito governador, e depois afastou-se da vida pública, à qual retornou em 1911, elegendo-se Senador da República, em 1911.
Constitui-se um caso raro de personalidade que exerceu os três poderes, em graus variados: Judiciário, Legislativo e Executivo.[carece de fontes?]
Foi pai do também governador da Bahia, Luís Viana Filho. Morreu a bordo do navio "Limburgia", em viagem à Europa.

## Governo da Bahia

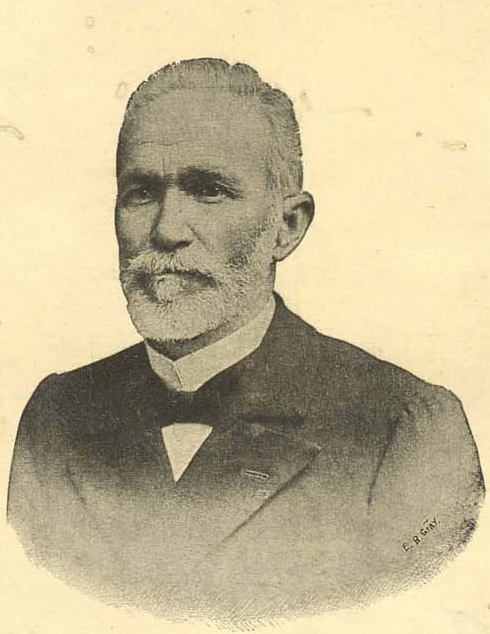
Conselheiro Luís Viana

Foi durante o governo de Luís Viana que ocorreu a Guerra de Canudos, conflito que afetou negativamente a popularidade dele como governador. Seu governo foi visto como fraco para lidar com o problema e, por isso, ele pediu ajuda federal para intervir em Canudos.
Entretanto, as forças estaduais - assim como as primeiras federais enviadas para combater Antônio Conselheiro - foram fragorosamente derrotadas. Por conta deste insucesso, a imprensa local chegou a acusar o governador de monarquista - o que agravava ainda mais a necessidade de resposta dos poderes públicos, ao suposto levante civil sertanejo.
Procurou reunir um secretariado composto dos maiores expoentes do Estado, dentre os quais Sátiro Dias, Guilherme Moniz e Augusto Brandão.
Durante uma breve ausência, em viagem à capital do país, foi substituído pelo Presidente do Senado Estadual, José Aquino Tanajura.
Era integrante do Partido Republicano Federal da Bahia, partido que foi criado após o rompimento entre Viana e José Gonçalves, principal político do Partido Republicano Federalista no estado.